# Distrikt Barranca (Datem del Marañón)
Der Distrikt Barranca liegt in der Provinz Datem del Marañón in der Region Loreto in Nordost-Peru. Der Distrikt wurde am 26. Oktober 1886 gegründet. Er hat eine Fläche von 7059 km². Beim Zensus 2017 lebten 14.832 Einwohner im Distrikt. Im Jahr 1993 lag die Einwohnerzahl bei 7817, im Jahr 2007 bei 11.864. Verwaltungssitz ist die 128 m hoch am Nordufer des Río Marañón gelegene Provinzhauptstadt San Lorenzo mit 9503 Einwohnern (Stand 2017).

## Geographische Lage
Der Distrikt Barranca liegt im Südwesten der Provinz Datem del Marañón. Der Distrikt liegt an der Ostflanke der peruanischen Ostkordillere am Westrand des peruanischen Amazonasgebietes. Der Río Marañón durchquert den Norden des Distrikts in östlicher Richtung. Der Distrikt reicht im Osten bis zur Einmündung des von Norden kommenden Río Pastaza in den Río Marañón. Nördlich des Río Marañón umfasst der Distrikt die Einzugsgebiete der kleineren Flüsse Río Sasipagua und Río Uritocayu. Der größere Distriktteil im Süden wird hauptsächlich über den Río Potro entwässert.
Der Distrikt Barranca grenzt im Nordwesten an die Distrikte Manseriche und Morona, im Nordosten an den Distrikt Pastaza, im Südosten an die Distrikte Jeberos und Cahuapanas, im Süden an den Distrikt Moyobamba (Provinz Moyobamba) sowie im Südwesten an den Distrikt Yambrasbamba (Provinz Bongará).

## Ortschaften
- Barranca (408 Einwohner)